# Gulyantsi (huyện)
Gulyantsi là một huyện thuộc tỉnh Pleven, Bungaria. Dân số thời điểm năm 2001 là 16752 người.